# Pojačavač snage LM4663
Pojačavač snage LM4663 klase D model je jedan od najrasprostranjenijih i najkorisćenijih pojačavača. Pojačavač snage LM 4663 je kompletno integrisan jedinično napajajući pojačavač, visoko efikasni pojačavač klase D koji služi kao pojačavač zvuka. Pojačavači klase D rade na principu promenljinog režima izmedju dva stanja(on i off)."On" stanje je stanje u kome struja teče kroz pojačavač ali teoretski,nema napona na Mosfetu."OFF" stanje postoji kada imamo napon na Mosfetu ali nemamo proticanje struje.Postoje dve glavne topološke klase pojačavača snage klase D ,tzv. "Half bridge" i "Full bridge" topologija.Klasa D je najbolja za korisćeje u pojačanju snage iz razloga što teoretski njihova efeikasnost moze dostići 100%.
LM4663 neprestano generiše tehniku delta sigma modulacije koja umanjuje izlazni šum i izlazne smetnje u poredjenju sa ostalim konvencionalnim modulatorima. LM4663 takodje posjeduje i pojačavač za stereo slušalice koji isporučuje 80 W unutar 32 omskih slušalica sa manje od 0,5% THD-a. LM4663 posjeduje dva stereo ulaza koji mogu biti korišceni ili sa slušalicama ili sa pojačavačem klase D.Svi pojačavači su zaštićeni termalnom zaštitom,sto znači da ukoliko se pojačavač tokom rada zagreje više nego sto je potrebno,tada se on automatski sam gasi,tj. odmah prestaje sa radom.U stand by režimu pojačavač LM 4663 napaja se sa samo 2 mikro ampera električne energije. .Sa samo 4 oma efikasnost pojačavača za vrednost snage od 250 mW dostiže nivo od 69%,a čak 83% za vrednost snage od 2 W.Lm 4663 idealan je za korišcenje u portable računarima i na desktop računarima.

## Ključne karakteristike
Ključne karakteristike pojačavača snage prikayane su na tabeli ispod:
|                                                                       | Vrednost    | Jedinica |
| --------------------------------------------------------------------- | ----------- | -------- |
| PO na THD+N = 1%                                                      | 2.1         | W        |
| THD+N u 1 kHz u 1 Watt unutar 4Ω (Pojačavača snage)                   | 0.2%        |          |
| Efikasnost na 2 W i 4Ω otpornosti                                     | 0.2%        |          |
| Efikasnost na 250 mW i 4Ω otpornosti                                  | 83%         |          |
| Ukupna vrednost napajanja strujom u stanju mirovanja                  | 69%         |          |
| Ukupna vrednost napajanja strujom u stanju mirovanja                  | 22mA        |          |
| Ukupna vrednost napajanja strujom u stanju zatvaranja (shutdown mode) | 2μA         |          |
| THD+N 1 kHz, 20 mW, 32Ω (Headphone)(Slusalice)                        | 0.15%       |          |
| Opseg napajanja                                                       | 4.5V do 5.5 | V        |

Maksimalne moguće vrednosti koje Pojajačacac snage klase D model LM 4663 posjeduje pirazane su na tabeli ispod.To su maksimalne vrednosti do kojih pojačavač može raditi normalno,dok za vrednosti iznad označenih može doći do oštećenja aparata.Operacione ili radne karakteristike pokazuju uslove za koje je uređaj funkcionalan,ali ne preciziraju granice performansi.Te su vrednosti takođe prikazane na tabeli ispod.Maksimalna temperatura operativnog spoja iznosi 150 °C.
-Tabela apsolutno maksimalnih ocjena (Absolute Maximum Ratings)-
| Osobina                     | Vrednost             |
| --------------------------- | -------------------- |
| Naposn napajanja            | 6.0V                 |
| Ulazni napon                | −0.3V do VDD +0.3V   |
| Snaga rasipanja             | Interno ograničen    |
| Otpor opterećenja           | 2.5Ω, min            |
| ESD osjetljivost            | 2000V                |
| Pinovi 5, 7, 18, 20         | 600V                 |
| ESD osjetljivost            | 200V                 |
| Pinovi 5, 7, 18, 20         | 50V                  |
| Temperatura spoja           | 150 °C               |
| Temperatura skladištenja    | −65 °C ≤ TA ≤ 150 °C |
| Informacije lemlenja        |                      |
| TSSOP Paket                 |                      |
| Faza isparenja (60 sekundi) | 215 °C               |
| Infracrveno (15 sekundi)    | 220 °C               |
|                             |                      |

-Tabela operacionih ili radnih ocjena (Operating Ratings)-
| Temperaturni opseg            |                      |
| ----------------------------- | -------------------- |
| TMIN ≤ TA ≤ TMAX              | −40 °C ≤ TA ≤ +85 °C |
| Napon napajanja               | 4.5V ≤ VDD ≤ 5.5V    |
| Termičiki optor (TSSOP Paket) |                      |
| θJA                           | 80 °C/W              |
| θJC                           | 20 °C/W              |
|                               |                      |

## Block dijagram i konekcioni dijagram
Block dijagram i konekcioni dijagram pojačavača LM 4663 izgleda na ovaj način:

## Elektricne karakteristike
LM4663 posjeduje veome dobre strujno naponske karakteristike koje mu omogucavaju veoma visoke performanse.
Električno kolo pojačavača LM4663 pruža pin pristup na stereo 2w kanal i 80W kanala stereo pojačavača.Funkcija odabira slušalica je kontrolisana od strane mini/plug jack tehnologije.

## Kontrolni pinovi
LM4663 ima tri vrste pinova a to su INSEL,SD,i HPSEL.INSEL pin se koristi za odabir izmedju dva stereo ulaza,Vin1 i Vin 2.
Povezivanjem INSEL pina na pozitivni ulaz vršimo odabir Vin1 dok uzemljenjem vršimo odabir Vin2..Funkcija Micropower shutdown se vrši odabirom SD pina na pozitivni napon.Pozitivnim napajanjem HPSEL pina vršimo odabir pojačavača stereo slušalica a njegovim uzemljenjem vršimo aktiviranje pojačavača klase D.

## Tipične performansne karakteristike
Grafici tipičnih performansnih karakteristika pojačavača snage LM4663 prikazani su na slici:
Sa grafika se vidi da pojačavač LM 4663 posjeduje sve tipične karakteristike pojačavača klase D.Sa grafika se vidi da pojačavač dostiže maksimalno pojačanje (A=0 db) na frekvenciji od 1 khz.

## Tabelarni prikaži karakteristika
| Simbol                     | Parametri                                          | Uslovi                             | LM4663 tipicni | LM4663 max | LM4663 min. | Jedinice |
| -------------------------- | -------------------------------------------------- | ---------------------------------- | -------------- | ---------- | ----------- | -------- |
| Vs                         | Naposnski opseg rada                               |                                    | 5              | 5.5        | 4.5         | V        |
| Is                         | vrednost struje u stanju mirovanja,režim klase D   | Vin=0,Vhpsel=0                     | 22             | 35         |             | ma       |
| Is                         | vrednost struje u stanju mirovanja,Režim slušalica | Vin=0,Vhpsel=Vs                    | 5              | 10         |             | ma       |
| Isd                        | vrednost struje u stanju mirovanja:Rezim Gašenja   | Vsd=5                              | 2              |            |             | microA   |
| Rin                        | Unutrasnja otpornost za oba režima                 |                                    | 20             |            |             | kOma     |
| Vih                        | Minimalni ulazni napon                             | Pin iskljucivanja i ulazni pin     |                |            |             | V        |
| Vil                        | maksimalni ulazni napon                            | Pin iskljucivanja i ulazni pin     |                | 0.5        |             | V        |
| Vih                        | Minimalni ulazni napon                             | Pin slušalica                      |                |            | 4.5         | V        |
| Vil                        | maksimalni ulazni napon                            | Pin slušalica                      |                | 0.5        |             | V        |
| Por                        | Izlazno napajanje                                  | THD + N<=1,fin=1KHz                | 2.1            |            |             | W        |
| Pd1                        | Disipacija Snage                                   | Po=2W,fin=1KHz                     | 2.1            |            |             | W        |
| Pd2                        | Disipacija Snage                                   | Po=1W,fin=1KHz                     | 0.82           |            |             | W        |
| Eff1                       | Efikasnost                                         | Po=2W,fin=1KHz                     | 83             |            |             | %        |
| Eff2                       | Efikasnost                                         | Po=1W,fin=1KHz.Rl=8 oma            | 85             |            | 80          | %        |
| Eff3                       | Efikasnost                                         | Po=0.25W,fin=1KHz                  | 69             |            |             | %        |
| THD + N                    | Harmonijaska Distorzija + Buka                     | Po=1W,fin=1KHz                     | 0.2            |            |             | %        |
| Vnoise                     | Vanjski naponski šum                               | R=50 oma ,Cin=1mf,BW=8 Hz do 22Khz | 200            |            |             | mikroV   |
| PSPR                       |                                                    | 200Mv,1Khz,Vin=0                   | 44             |            |             | dB       |
| Av                         | Naponski dobitak                                   | 1Khz,Vin=100Mv,Rl=4 oma            | 13             |            |             | dB       |
| Stereo dobitak za praćenje | 1Khz,Vin=100Mv,Rl=4 oma                            | 0.1                                |                |            | dB          |          |
| Po                         | Vanjska snaga po kanalu                            | THD+N<=1%,Rl=320 oma ,Fin=1 kHz    | 80             |            |             |          |
| Av                         | Naponski dobitak                                   | 1Khz,Vin=100Mv,Rl=32 oma           | 5.5            |            |             | dB       |
| Vnoise                     | 1Khz,Vin=100Mv,Rl=32 oma                           | 0.1                                |                |            |             | dB       |